# (11157) 1998 AJ
1998 أي جاي (ويعرف أيضًا باسم (11157) 1998 أي جاي وفق تسمية الكوكب الصغير) (بالإنجليزية: 1998 AJ)‏ هو كويكب ضمن حزام الكويكبات؛ وترتيبه 11157 من حيث الاكتشاف.
اكتُشف هذا الجُرم الفلكي بواسطة تاكيشي أوراتا ‏ في 2 يناير 1998.

## وصلات خارجية
- (11157) 1998 AJ في قاعدة بيانات مختبر الدفع النفاث لأجرام النظام الشمسي الصغيرة

- الاكتشاف · مخطط المدار ·  العناصر المدارية · المعلمات المادية

- (11157) 1998 AJ على موقع ويكي سكاي: DSS2, SDSS, GALEX, IRAS, Hydrogen α, X-Ray, Astrophoto, Sky Map, Articles and images